# Coccobius azumai
Coccobius azumai är en stekelart som beskrevs av Tachikawa 1988. Coccobius azumai ingår i släktet Coccobius och familjen växtlussteklar. Inga underarter finns listade i Catalogue of Life.